# Andreas Schjelderup
Andreas Rædergård Schjelderup (ur. 1 czerwca 2004 w Bodø) – norweski piłkarz, grający na pozycji skrzydłowego lub ofensywnego pomocnika w portugalskim klubie SL Benfica oraz w reprezentacji Norwegii. Wychowanek duńskiego Nordsjælland.

## Kariera klubowa

### Początki Kariery
Schjelderup swoją karierę piłkarską w młodzieżowym sektorze klubu Bodø/Glimt. Młody zawodnik był pożądany przez wiele dużych klubów w Europie, w tym przez kluby z czołowych lig we Włoszech, Hiszpanii i Holandii.

### Nordsjælland
W lipcu 2020 roku Schjelderup wybrał duński kierunek i podpisał kontrakt z klubem Superligi Nordsjælland. Po przerwie zimowej w sezonie 2020-21 awansował do pierwszego składu Nordsjælland. Zadebiutował w seniorskiej drużynie 4 lutego 2021 w meczu przeciwko Bröndby IF, który zakończył się porażką 0:1. Pierwszą bramkę dla klubu zdobył 12 marca 2021 w wygranym 3:0 meczu z lokalnym rywalem Lyngby. W ten sposób został najmłodszym strzelcem gola w historii Superligi klubu, wyprzedzając rekord kolegi z drużyny Tochiego Chukwuaniego, który ustanowił ten rekord w poprzednim sezonie, i był czwartym najmłodszym strzelcem w historii ligi. W ostatnim dniu sezonu zasadniczego 2020-21 Superligi duńskiej, 21 marca 2021, Schjelderup zdobył obie bramki w zwycięskim meczu 2-1 nad SønderjyskE, przeskakując ich w tabeli i zajmując 6. miejsce, co zapewniło mu miejsce w fazie play-off o mistrzostwo Superligi.

### Benfica
12 stycznia 2023 roku Schjelderup podpisał pięcioletni kontrakt z portugalskim klubem Primeira Liga, Benficą. Według portugalskich mediów kwota transferu wynosiła około 14 milionów euro. Norweskie media podawały jednak, że kwota transferu wynosiła 105 milionów koron norweskich (około 10 milionów euro), a Nordsjælland zapewniło sobie również 20% od potencjalnej przyszłej sprzedaży.

## Kariera reprezentacyjna
Andreas Schjelderup zagrał w kilku szczeblach wiekowych młodzieżowej reprezentacji Norwegii.